# Chandragupta I

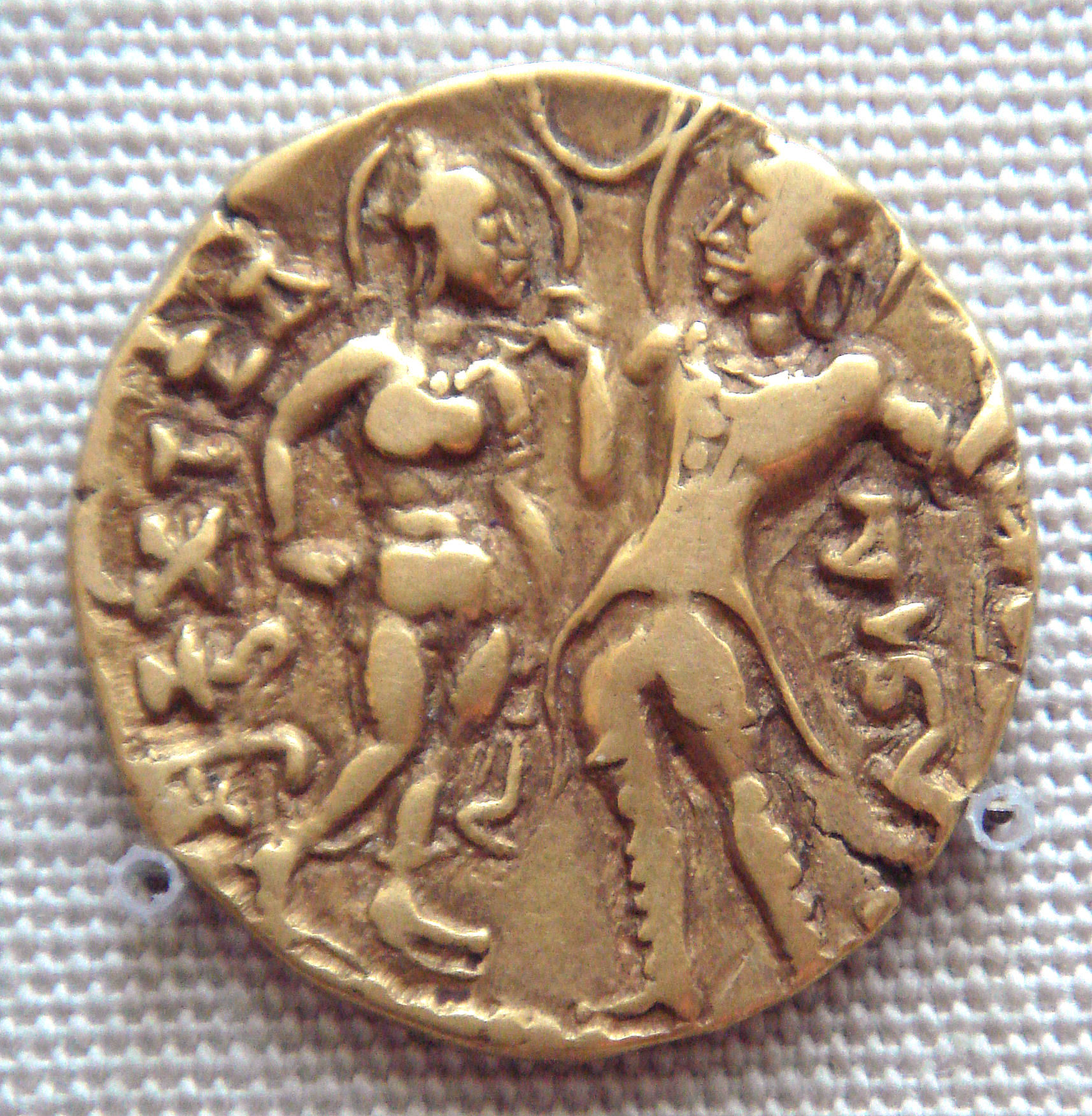
Chandragupta I liet gouden munten slaan waarop hij staat afgebeeld met zijn vrouw Kumaradevi

Chandragupta I wordt gezien als de stichter van het Guptarijk. Hij regeerde als maharajadhiraja (keizer) tussen ongeveer 320 en 335 n.Chr.. Hij was de zoon en opvolger van Ghatotkachagupta, een lokale heerser in het centrale deel van de Gangesvlakte. 
Chandragupta wist zijn rijk uit te bouwen tot een regionale grootmacht dankzij zijn huwelijk met Kumaradevi, een prinses uit de machtige Licchavidynastie die over het tegenwoordige Bihar en Nepal heerste. Dit huwelijk vond waarschijnlijk rond 308 plaats. Het belang van het huwelijk komt tot uiting in de munten die Chandragupta liet slaan: daarop staat hij samen met Kumaradevi afgebeeld. De munten met de beeltenis het huwelijk geven daarmee het enige weer wat specifiek bekend is over Chandragupta I.
Chandragupta besteeg de troon in 319 of 320, een gebeurtenis die het begin van de Guptajaartelling vormde. Men neemt aan dat hij zijn gebied verder uitbreidde met militaire veroveringen. Bij zijn dood rond 335 liet hij zijn zoon en opvolger Samudragupta een rijk na dat later het kerngebied van het Guptarijk werd. Het bestond uit vrijwel de gehele Gangesvlakte en het huidige Bengalen, inclusief de uitlopers van de Himalaya in het noorden.